# Ołeksandr Sytnik
Ołeksandr Serhijowycz Sytnik, ukr. Олександр Сергійович Ситнік (ur. 7 lipca 1984 roku w Nowomoskowsku, w obwodzie dniepropetrowskim) – ukraiński piłkarz, występujący na pozycji obrońcy lub napastnika.

## Kariera piłkarska

### Kariera klubowa
Wychowanek najpierw miejscowej DJuFSz w Nowomoskowsku, a potem od 1997 Szkoły Piłkarskiej Szachtara Donieck. 19 października 2001 rozpoczął karierę piłkarską w drugiej drużynie Szachtara. W 2004 przeszedł do Stali Dnieprodzierżyńsk, w której od 2006 występował na pozycji napastnika. Latem 2007 został zaproszony do Metałurha Donieck. Potem coraz mniej występował w podstawowej jedenastce. W lipcu 2009 został piłkarzem Zorii Ługańsk, ale jednak już w sierpniu został wypożyczony do Zakarpattia Użhorod. W kwietniu 2010 podpisał kontrakt z Zirką Kirowohrad. Latem 2012 wyjechał do Kazachstanu, gdzie został piłkarzem Kajsaru Kyzyłorda. Na początku 2013 zasilił skład Olimpika Donieck. Po zakończeniu sezonu 2014/15 opuścił doniecki klub, a latem wyjechał do Azerbejdżanu, gdzie został piłkarzem Kəpəz Gəncə. W końcu grudnia opuścił azerski klub.

## Sukcesy i odznaczenia
- mistrz Ukraińskiej Pierwszej Ligi: 2014
- półfinalista Pucharu Ukrainy: 2008